# Гейко Ольга Андріївна
Ольга Андріївна Гейко (4 квітня 1988) — українська волейболістка, зв'язуюча.

## Із біографії
Вихованка запорізької обласної ДЮСШ. Чемпіонка Європи серед дівчат 2005 року. Бронзова медалістка чемпіонату Європи серед юніорок 2006 року.. Майстер спорту України.
На початку професійної кар'єри захищала кольори українських клубів «Орбіта» (Запоріжжя), «Сєвєродончанка» і «Іскра» (Луганськ). У складі «Сєвєродончанки» стала чемпіоном України і переможцем національного кубка. Одинадцять сезонів виступала за кордоном. Більшість часу грала в другому за рангом дивізіоні турецької першості. У сезоні 2021/2022 виступала за «Прометей» (Дніпропетровська область).

## Клуби
| Роки      | Команди                         |
| --------- | ------------------------------- |
| 2004—2007 | «Орбіта» (Запоріжжя)            |
| 2007—2009 | «Сєвєродончанка»                |
| 2009—2010 | «Іскра» (Луганськ)              |
| 2010—2011 | «Єсилюрт» (Стамбул)             |
| 2011—2012 | «Бурса ББСК»                    |
| 2012—2013 | «Ідманоджаї» (Трабзон)          |
| 2013—2014 | «Нілуфер Беледієспор»           |
| 2014—2015 | «Балікешір ББСК»                |
| 2015—2016 | «Самсун Анакент»                |
| 2016—2018 | «Саліхлі Беледієспор» (Маніса)  |
| 2018—2019 | КСЗО (Островець-Свентокшиський) |
| 2019—2020 | «Анталіяспор»                   |
| 2020—2021 | «Чукурова Беледієспор» (Адана)  |
| 2021—2022 | «Прометей» (Кам'янське)         |

## Досягнення
- Чемпіон України (2): 2009, 2022
- Володар кубка України (2): 2009, 2022
- Володар суперкубка України (1): 2021

## Статистика
Статистика виступів у Лізі чемпіонів Європейської конфедерації волейболу:
| Сезон   | Клуб          | Турнір         | Ігри | Сети | Очки | Ср.  | Примітки |
| ------- | ------------- | -------------- | ---- | ---- | ---- | ---- | -------- |
| 2021/22 | СК «Прометей» | Ліга чемпіонів | 9    | 25   | 7    | 0,28 |          |